# Powiat Ceresio
Ceresio (wł. Circolo di Ceresio) – powiat w Szwajcarii, w kantonie Ticino, w okręgu Lugano. Siedziba administracyjna powiatu znajduje się w miejscowości Val Mara. 
Powiat składa się z czterech gmin (comune) o powierzchni 25,61 km² i o liczbie mieszkańców 5340.

## Gminy
| Nazwa gminy     | Liczba mieszkańców 31 grudnia 2021 | Powierzchnia km² |
| --------------- | ---------------------------------- | ---------------- |
| Arogno          | 968                                | 8,49             |
| Bissone         | 985                                | 1,85             |
| Brusino Arsizio | 446                                | 4,12             |
| Val Mara        | 2 996                              | 11,15            |

## Zmiany administracyjne
- 10 kwietnia 2022
  - utworzenie gminy Val Mara z gmin Maroggia, Melano i Rovio